# Bowé
Bowé est une ville et une sous-préfecture de Guinée, rattachée à la préfecture de Yomou et la région de Nzérékoré. 

## Population
En 2016, le nombre d'habitants est estimé à 15 287, à partir d'une extrapolation officielle du recensement de 2014 qui en avait dénombré 14 294 .